# フレモント国有林
フレモント国有林（英: Fremont National Forest）は、アメリカ合衆国の国有林の一つ。1943年にアメリカ合衆国陸軍工兵司令部のためにこの地域を探検したジョン・C・フレモントの名に因む。オレゴン州のレイク郡西部からクラマス郡東部にかけて広がり、1,207,039エーカー (4,885 km2)の面積を有する。ブライ、レイクビュー、ペイズリー、シルバーレイクにレンジャー事務所がある。ワーナー峡谷スキー場は、土地がレイク郡に譲渡されるまで、フレモント国有林に属していた。

## 歴史
1906年にグースレイク森林保護区として発足した地域で、1908年にフレモント国有林が設立した。1915年7月19日にポーリナ国有林の一部を吸収した。2002年にウィネマ国有林と合併し、フレモント＝ウィネマ国有林群が設立した。

## 生態
1993年に林野局が行った調査結果によれば、地域内の原生林の規模は549,800エーカー (222,500 ha)に上る、そのうち113,800エーカー (46,100 ha)がロッジポールマツの森である。

## レクリエーション
フレモント国有林では娯楽活動としてハイキング、キャンピング、ボート、バックパッキング、乗馬、マウンテンバイキング、スキー、ハンティング、フィッシングなどが行われる。フレモント国立レクリエーショントレイルは、国有林内のガバメントハーベイパスとコックスパスの間を北西から南東にかけて伸びる50-マイル (80 km)のトレイルである。